# Fernandes Pinheiro
Fernandes Pinheiro là một đô thị thuộc bang Paraná, Brasil. Đô thị này có diện tích 406,501 km², dân số năm 2007 là 5763 người, mật độ 16,3 người/km².